# Lithops optica
Lithops optica es una especie de planta Angiosperma perteneciente a la familia  Aizoaceae. Es endémica de Namibia. Su hábitat natural son las áreas  rocosas. Está tratada en peligro de extinción por pérdida de hábitat.

## Descripción
Forman grupos de dos hojas acopladas, divididas por una fisura por donde aparecen las flores. Cada par de hojas forman el cuerpo de la planta que tiene forma cilíndrica o cónica con una superficie plana. De la fisura entre las hojas brotan, en periodo vegetativo, las nuevas hojas y en cuanto se abren, las antiguas se agostan. Las hojas son de color gris y arcilla, la lámina de la hoja superior es esférica, con una ventana transparente grande, las flores son de color blanco con tonos rosados.

## Taxonomía
Lithops optica fue descrita por (Marloth) N.E.Br., y publicado en Gard. Chron. III, 71: 80 1922.
Etimología
Lithops: nombre genérico que deriva de las palabras griegas: "lithos" (piedra) y "ops" (forma).
optica: epíteto latino 
Sinonimia
- Mesembryanthemum opticum Marloth (1910)
- Mesembryanthemum opticum var. rubrum Tischer (1925)
- Lithops rubra (Tischer) N.E.Br. (1926)
- Lithops optica f. rubra (Tischer) H.Jacobsen (1933)
- Lithops elevata L.Bolus (1932)[2]